# جون ليفينجستون
جون ليفينجستون (بالفرنسية: John Livingston)‏ (و. 1923 – 2006 م) هو عالم طبيعة كندي، ولد في هاميلتون، توفي عن عمر يناهز 83 عاماً.